# Acrodon
Acrodon là chi thực vật có hoa trong họ Aizoaceae.